# Regió de Kyūshū
La regió de Kyūshū (en japonès: 九州地方) o regió de Kyūshū i Okinawa (九州･沖縄地方) és la més meridional de les regions administratives del Japó. Està formada per l'illa de Kyūshū i les més de 1.400 illes que l'envolten.